# 3.7 cm SK C/30
3.7cm SK C/30とはドイツ海軍が第二次世界大戦中に主に用いた3.7cm対空砲である。戦争の後期、この砲は完全に自動化された3.7cm FlaK43に置き換えられていった。SKは「Schnelladekanone」高速装填砲を示し、Cは「Constructionsjahr」設計年を示す。

## 説明
「C/30」は単発式、半自動形式の対空砲である。これは1度に1発を装填するもので、1分にほんの30発程度と射撃速度の効率を落としており、同世代のボフォース 60口径40mm機関砲が1分に80発から100発を撃つのよりもはるかに劣っていた。「SK C/30U」対空砲は潜水艦用に改造されたものである。全ての砲架は空中および水上目標に対し、両方とも対応できた。

### 砲架

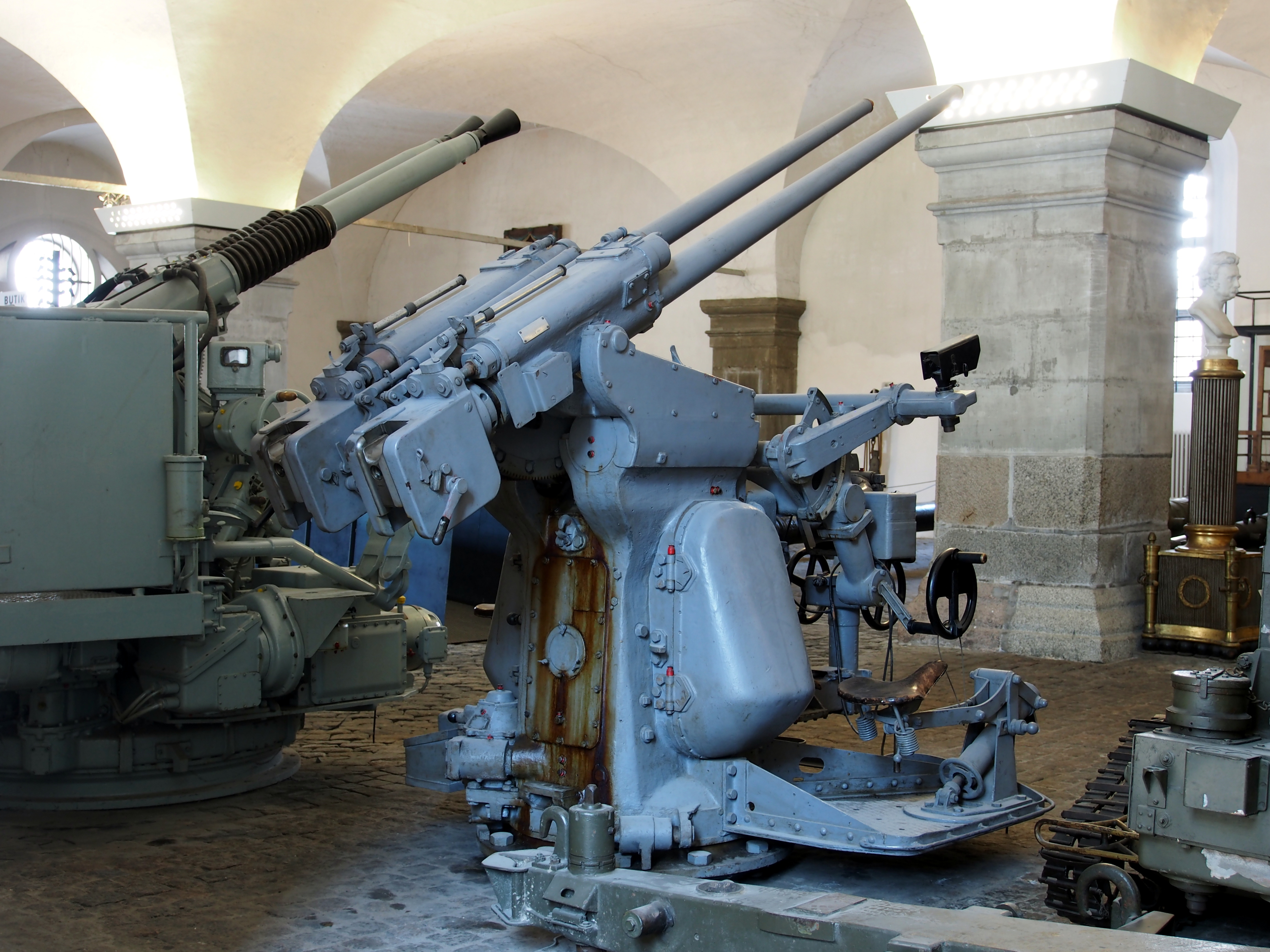
王立デンマーク工廠博物館所蔵の対空砲

「Dopp LC/30」は、砲をそれぞれ小架に搭載した連装砲架だった。砲架には6名の砲員を要し、さらに追加の給弾員がついた。砲は手動で俯仰し、また船のピッチとロールに対抗して、上限角度19.5度までジャイロによる安定化がなされた。ドイツ軍艦艇では魚雷艇やより大型の艦に「Dopp LC/30」砲架が少なくとも1基搭載されていた。
「Einheitslafette C/34」（共用砲架型34）は単装形式で、台座上に据砲し、砲員2名を要した。少数の砲架では8mm厚の防盾を装備した。この砲架はクリークスマリーネにおいてSボートのような小型艦艇に使用された。少数の砲架は、港湾の対空防御を増強するために陸上で用いられた。「Ubts LC/39」は潜水艦用の砲架であり、「SK C/30U」を搭載した。これは単純な台座状の砲架に2名の砲員を配し、1名は肩に位置したあぶみ型の器具で砲を指向させ、もう1名はギアによって砲を俯仰させた。
| 砲架名称   | 重量        | 俯仰           |
| ---------- | ----------- | -------------- |
| Dopp LC/30 | 3670kg      | -9度から+85度  |
| Ein LC/34  | 1860-2020kg | -10度から+80度 |
| Ubts LC/39 | 1450kg      | -10度から+90度 |

### 弾薬
SK C/30では2種類の曳光弾を採用した。「3.7 cm Br Sprgr Patr 40 L/4.1 Lh 37M」は高性能榴弾に焼夷剤を充填しており、また「3.7 cm Sprgr Patr 40 L/4.1 Lh 37」ではこの充填物を廃していたが、他の点では同一である。曳光弾は赤、黄、白が利用でき、また弾体に充てられた色で帯が塗られ、特徴付けられた。弾薬の全備重量は1.78kgである。